# Кокандское ханство
Кокандское ханство (перс. خانات خوقند‎; чагат. خوقند خانليغى‎) — государство во главе с узбекской династией Минг, существовавшее с 1709 по 1876 годы на территории современного Узбекистана, Таджикистана, Кыргызстана и южного Казахстана.
Кокандское ханство наряду с Бухарским ханством (Бухарским эмиратом) и Хорезмом считается одним из трёх узбекских государств в Центральной Азии.

## Династия
Ми́нги были средневековым племенем, образованным вначале как военная единица (от древнетюркского минг — «тысяча»). Впервые минги упоминаются на территории Мавераннахра в эпоху Тимуридов, то есть до XVI века. С XVI века упоминается на территории Мавераннахра как узбекское племя.
Исследователь Ч. Валиханов зафиксировал предания о 96 узбекских племенах, в число которых входили: минги, юзы и кырки. По его мнению, они являлись потомками древних тюрков. В тимуридскую эпоху отдельные группы узбеков-мингов жили в Мавераннахре. В начале XVI века некоторые группы мингов входили в состав войска Шейбани-хана при походе из Дашти-Кипчака на Мавераннахр. Многочисленные письменные источники указывают на большую численность узбеков-мингов в XVI в. в Ферганской и Зеравшанской долинах, Джизаке, Ура-Тюбе. Беки Ура-Тюбе и Ургутa были из рода мингов. В бассейне Зеравшана узбеки-минги были также многочисленны.
В XVIII веке узбекский род мингов стал правящей династией в Кокандском ханстве.
Племя минг входило в списки 92 узбекских племён на первом месте, наряду с племенами йуз, кырк и джалаир.
Существовало предание, по которому в этот период Ферганой управлял бий города Аксы Тангри-Яр Худаяр II Илик-Султан, сын Алтун Бешика сын Бабура Тимурида. По местным преданиям, султан Бабур (праправнук Тамерлана) направлялся из Самарканда в Индию через Ферганскую долину, где одна из его жён разрешилась мальчиком по дороге между Ходжентом и Канибадамом; ребёнка, прозванного Алтын-бишиком (умер в 1545 году), приютил кочевавший там узбекский род Минг (откуда и название династии). Когда же выяснилось его происхождение, Алтын-бишик был провозглашён бием и поселился в Ахсы. Звание бия стало наследственным в его потомстве.

## История

### Основание ханства

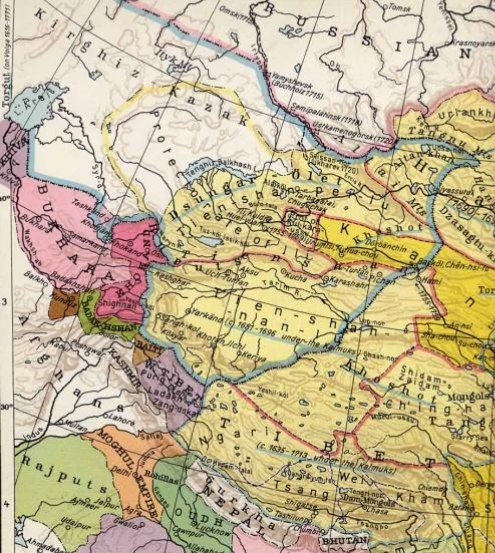
Центральная Азия в 1750 году

Бухарское ханство, охватывавшее большую часть Средней Азии, к началу XVIII в. пришло в упадок. Децентрализация этого государства привела к выделению на его территории крупных полунезависимых владений Балха, Бадахшана и Кокандского ханства.

### Правление Шахрух-бия
Первым правителем узбекской династии Мингов стал Шахрух-бий. Первоначально он владел титулом аталык, пожалованным ему бухарским ханом Абулфейз-ханом. Численное превосходство мингов перед другими узбекскими племенами позволило им одержать победу в борьбе за верховную власть в регионе. Шахрух-бий был избран лидером не случайно. Он обладал военным талантом и был необычайно физически силен. Столицей нового государства временно был выбран Тепакурган. Здесь были построены крепость, базар и новые кварталы.

### Правление Абдурахим-бия
Абдурахим-бий был старшим сыном Шахрух-бия, который взошёл на престол после смерти отца. В эпоху его правления в состав Кокандского ханства вошли Ходжент и Андижан. Абдрахимбий первым из узбекских правителей рода минг и назывался историками сахибкираном, подражая Амир Тимуру. Абдурахимбий пытался подчинить Самарканда и заключил альянс с правителями Шахрисабза из узбекского рода кенагас. В 1732 году Абдурахим-бию удалось захватить Самарканд. Столицей государства окончательно стал Коканд. Здесь была построена новая крепость и проведены благостроительные работы.

### Правление Абдукарим-бия
Абдукарим-бий был младшим братом Абдурахим-бия, наследовавшим в 1734 году власть в Кокандском ханстве после его смерти. В 1740 году он приказал обнести новой стеной Коканд, что позже помогло при обороне города от нашествия джунгар.
В 1740 году, спасаясь от джунгар, к Абдукарим-бию бежал со всеми близкими один из казахских биев Толе-би. Вождь джунгар Галдан-Цэрен требовал выдать его, однако Абдукаримбий прогнал джунгарских послов.
В 1745—1747 годах Кокандское ханство подверглось агрессии джунгар, которые захватили Ош, Андижан, Маргилан и осадили Коканд. В критический момент Абдурахим-бий проявил талант военного организатора. Враг был отброшен от столицы. Джунгарская агрессия нанесла значительный урон экономике страны и задержала политическую централизацию государства.

### Правление Ирдана-бия
После смерти Абдукарим-бия в 1750 году старшины узбекских племен возвели на престол его малолетнего сына Абд ар-Рахман-бия, но вскоре отправили его в качестве хакима в Маргилан, а на его место посадили Ирдана-бия – младшего сына Абдарахим-бия.
После 10 месяцев трон перешёл его племяннику — Ирдана-бию ибн Абдурахимбий. Начало его правления характеризуется обострившейся борьбой за власть между представителями мингов. В 1752 году власть в стране временно захватил его брат Бобобек, который правил всего десять месяцев.
В 1753 году Ирдана-бий вновь воссел на кокандский престол. Он вел активную политику по расширению Кокандского ханства. В союзе с правителем Бухарского ханства Мухаммад Рахим-ханом (1756—1758) он совершил поход на узбекское племя юз. Мухаммад Рахим-хан считался его названным отцом. В 1758 году Ирдана-бий присоединил к государству Ура-тюбе.

### Правление Нарбута-бия
После смерти Ирдана-бия в 1762 году правителем государства был объявлен Сулейман-бек, который процарствовал всего несколько месяцев. После этого власть перешла в руки внука Абдукарим-бия Нарбута-бия.
Своих братьев Нарбута назначил хокимами: Шахрух-бия - в Наманган, а Ходжи-бия - в Ходжент. Старшего сына Мадамин-бека он назначил хокимом в Маргилан (Яр-Мазар), а второго сына Алима - в Тюра-Курган.
При Нарбута-бие (1764 — 1798) наступило относительное политическое спокойствие в стране и сложились благоприятные условия для экономического развития. Нарбута выпускал медные монеты — пулы.
В связи с дешевизной продуктов в Коканде на «таньгу» можно было купить в избытке продуктов. Поэтому Нарбута-бий учредил самую мелкую монету «пулус» и стал чеканить ее. В период правления Нарбута-бия отсутствовала инфляция и намного повысился уровень жизни населения. Во время 30-летнего правления Нарбута-бия не зафиксировано ни одного восстания против правительства.
Кокандский историк Мулла Олим Махдум Хожи описывает правление кокандского хана Норбутабия так: «В период его правления не было никаких забот и тревог, не было голода и дороговизны. Во времена того хана введена в оборот денежная система, из амбаров никто не покупал зерно, так как оно давалось даром. Многие народы соседних областей, услышав о столь дешёвой и мирной жизни, стали переселяться в Хуканд, что послужило причиной благоустройства и процветания Ферганы».
В годы правления Нарбута-бия в Ферганской долине сооружались оросительные каналы и увеличивались площади поливных земель. Наблюдался рост торгово-ремесленных городов, особенно Коканда.

### Правление Алим-хана
Сын Нарбута-бия, Алим-хан, провёл военную реформу, и, используя таджикских горцев, завоевал западную половину Ферганской долины, включая Ходжент и Ташкент.
Алим-хан был решительным правителем и полководцем. В начале своего правления он вел жестокую борьбу против потенциальных претендентов на власть в государстве. Алим-бек первым из представителей династии мингов принял титул хана. С 1805 года во всех официальных документах государство именуется Кокандским ханством. В 1806 года он выпускал серебряные монеты с надписью, содержавшей титул «хана». Полноценный чекан позволял навести порядок в финансовой и налоговой системах.
При правлении Алим-хана происходит территориальное расширение Кокандского ханства. Он присоединил к Кокандскому ханству такие территории, как долины рек Чирчик и Ахангаран, всё Ташкентское государство, а также города Чимкент, Туркестан и Сайрам. В 1806 году Алим-хан лично руководил штурмом Ура-тюбе, который был присоединен к ханству. Тем не менее борьба за город продолжалась долго, и ему пришлось ещё не раз ходить походом на Ура-тюбе.
Алим-хан предпринял ряд шагов по реорганизации религиозных устоев. Например, он упразднил религиозное звание «ишан», нищим и так называемым «каландарам» раздавал земельные участки и скот, тем самым привлекая их к общественно-полезному труду. Чтобы утвердить своё государство, Алим-хан устранил своих соперников, а затем жесткостью стремился усилить свою власть, почему и прозван был «залим» (тиран) и «шир-гаран» (лютый тигр). 15 раз ходил походом на Ура-Тюбе, который ещё со времени Ирдана-бия служил яблоком раздора между кокандцами и бухарцами. Но войны и погубили Алима. Жесткие методы по централизации государства, продолжительные военные действия за расширение государства привели к заговору против Алим-хана, и в 1809 году он был убит приверженцами своего брата Умар-хана.

### Правление Умар-хана
Восшествие Умар-хана (1810—1822) на престол возродило прежние привилегии «старой знати» (узбекской племенной верхушки и высшего духовенства) и открыло им путь к важнейшим государственным постам.
В 1815 году Умар-хан отвоевал у бухарского эмира Хайдара город Туркестан. Он посетил гробницу Ходжа Ахмеда Ясави, принеся в жертву 70 баранов и одарив всех шейхов этой известной святыни. Здесь он объявил, что будет величаться не просто ханом, а принимает титул амир ал-муслимин (повелитель правоверных). Титул был провозглашён во время пятничной молитвы. Здесь же были объявлены назначения на государственные должности, дарованы различные звания.
Поэт в душе и покровитель поэтов и учёных, Умар-хан был любим народом и много заботился о внешней пышности своей власти. Но и правление Умар-хана ознаменовалось расширением владений Кокандского ханства. В 1821 году Умар-хан, согласовав действия с правителем Хорезма Мухаммад-Рахим-ханом, совершил поход на владения эмира. Передовые кокандские силы 7 дней держали в осаде Самарканд. К 1821 году кокандская власть закрепилась в присырдарьинских районах современного Южного Казахстана. Впоследствии она распространилась на юго-восток современной территории Казахстана вплоть до Семиречья.
В культурном строительстве Умар-хан пытался подражать Тимуру и создал условия для процветания науки и литературы в Кокандe. В период правления Умар-хана были построены мечети и медресе в таких городах, как: Коканд, Ташкент, Туркестан, Чимкент, Сайрам, Аулие-ата. В 1815 году был основан новый город Шахрихан. Растет и благоустраивается Коканд. Здесь Умарханом была построена больница. К крупным архитектурным сооружениям относится соборная мечеть (1819 год).

### Правление Мадали-хана
В 1821 году Умар-хан умер и на престол вступил его 12-летний сын Мадали-хан (Мухаммед-Али). Во время его правления ханство занимало наибольшую площадь. Ханство подчинило себе киргизские племена современных территорий Северного Кыргызстана и Южного Казахстана. Для обеспечения контроля за этими землями в 1825 году были основаны крепости Пишпек и Токмак. В 1834 году кокандские войска покорили Каратегин, Куляб, Дарваз. В 1826—1829 годах было организовано несколько походов на Кашгар. В 1826 году Мухаммад Алихан объявил газават против китайцев и двинул свои войска на Кашгар, чтобы помочь Джангир туре в борьбе против Цинской империи. В 1829 году войска Мухаммад Aлихана вновь завоевали Ура-тюбе. 

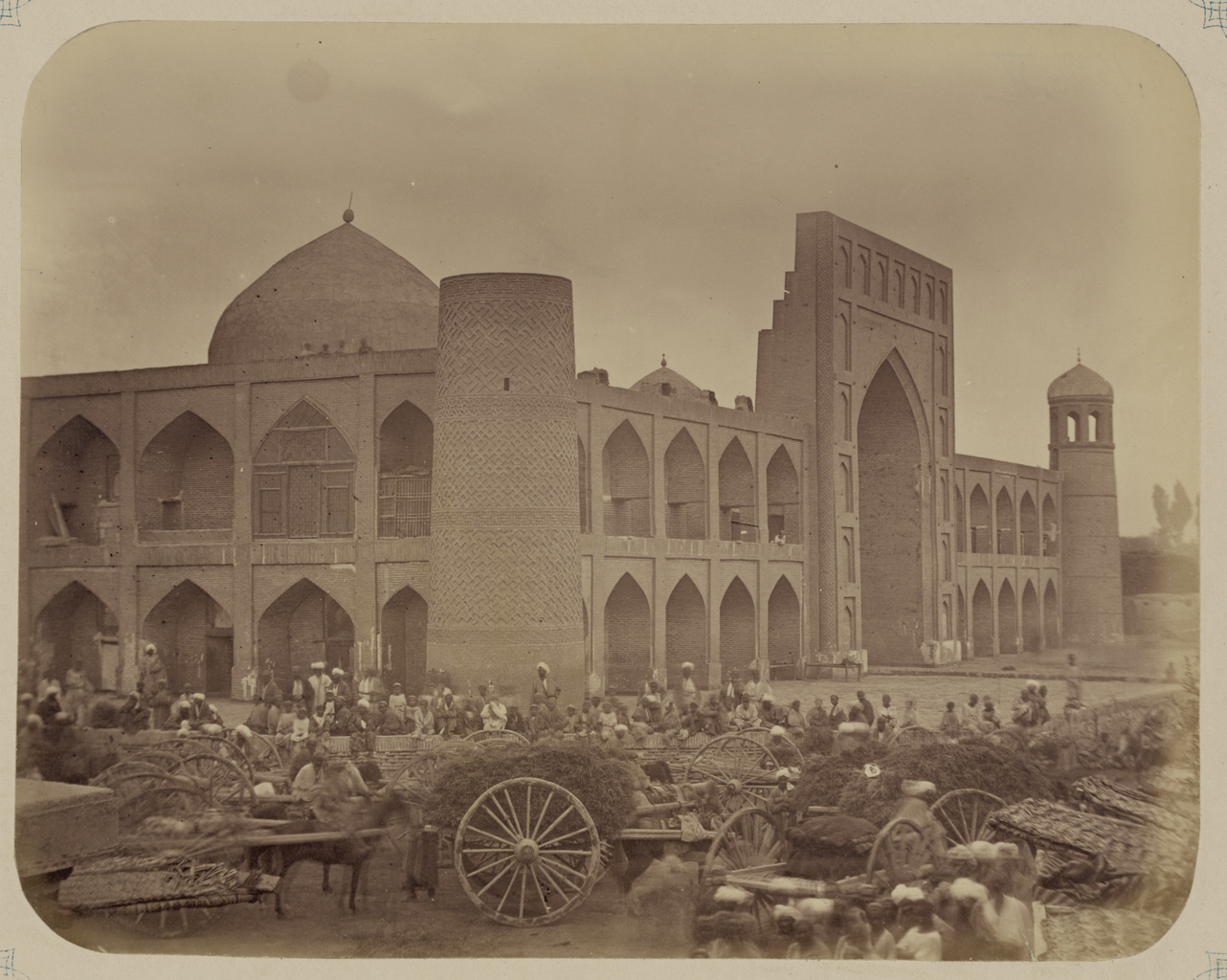
Вид на медресе Мадали-хана

В политике государства большую роль играла группировка, возглавляемая Хаккули-мингбаши из узбекского племени юз. Тесно связанный с Джахангир-ходжой Хаккули мингбаши стал проводником активной политики Коканда в Восточном Туркестане под лозунгом восстановления там власти ходжей. В 1826 – 1830 годах кокандские силы дважды вторглись в Кашгарию. В итоге в 1832 году между Цинской империей и Кокандом было заключено соглашение. Коканд добился значительных экономических уступок в Восточном Туркестане, включая право взимать через своих аксакалов-консулов налоги и пошлины с выходцев из Средней Азии в Кашгарии. Мухаммад Алихан поддерживал дипломатические связи с Россией, Бухарским эмиратом, Хивинским ханством и Турцией.
Упорядочение государственных дел, определённый подъём в экономике страны, ремесленном производстве и торговле благоприятно отразились на жизни Кокандского ханства. Государством были осуществлены крупные ирригационные работы. В 1819—1822 годах в районе Намангана был прорыт канал Йанги-арык, в 1830-х годах от Сырдарьи отведен канал в сторону Ура-Тюбе.
В правление Мадали-хана Кокандское ханство достигло своего расцвета. Его территория составляла тогда приблизительно 7 тыс. квадратных километров, а население — почти 2 млн. человек.
В Кокандском ханстве выпускались разные монеты: пул, фулус, дирхем, мири, теньга. Первые монеты при Нарбуте назывались фулус (пул). В период правления Алим-хана выпускались фулусы и дирхемы. С эпохи Умар-хана стали выпускать серебряные танга и золотые тилла.

### Агрессия Бухарского эмира Насруллы
Допущенными ошибками в управлении Мадали-хана воспользовалась недовольная партия, обратившаяся к бухарскому эмиру Насрулле с просьбой освободить страну от хана.
Насрулла пытался расширить границы Бухарского ханства. Осенью 1841 года эмир Насрулла, начав поход на Кокандское ханство, захватил Ура-тюбе и Ходжент. Согласно миру, заключенному с кокандским ханом Мухаммад Алиханом, к Бухаре отошли Ура-тюбе, Заамин, Йом, а Ходжент, управляемый братом Мухаммад Алихана Султан Мухаммадханом, должен был платить дань Насрулле.
В апреле 1842 года бухарский эмир Насрулла захватил Коканд. Султан Махмуд-хан, Мухаммад Алихан, его мать Надира и многие высокопоставленные лица были казнены. Наместником Коканда был назначен бухарский ставленник Ибрагим. Однако в результате народного восстания он был свергнут и новым правителем Кокандского ханства стал Шерали-хан.
Кокандцы, ожидая нового похода Насруллы, укрепили город и стали воздвигать городскую стену. Насрулла с многочисленным войском выступил 29 июля 1842 года на Коканд. Прибыв он окружил Коканд войском, думая, что народ сдастся. Вооруженные кокандцы сплотились вокруг Шерали-хана и стали героически обороняться, отбивая все атаки бухарцев. 26 сентября войска Хивинского ханства вторглись в пределы Бухарского эмирата и Насрулла вынужден был отступить от Коканда. Скорее всего, нападение хивинцев Аллакули-хана на Бухарское ханство произошло с ведома кокандского хана для оказания ему помощи, что в значительной степени облегчило победу кокандцам.
Уже в 1843 году кокандская власть была восстановлена в Ташкенте, Кураме, Ходженте и на территории современного Южного
Казахстана. Быстрое восстановление Кокандского ханства показало, что власть узбекской династии минг была политико-правовой догмой, которая овладела сознанием населения ханства.

### Правление Шерали-хана
Шерали был приглашен кокандской знатью занять кокандский престол в 1842 году и был совершен обряд восхождения на престол. Многократный штурм Коканда бухарцами эмира Насруллы-хана не привёл к успеху, погибло много бухарских солдат, и эмир Насрулла отступил.
Во время этой борьбы выдвинулся минбаши Мусульманкул из ферганских кипчаков, который сделался всевластным временщиком. Вся дальнейшая история ханства заключается, главным образом, в кровавой борьбе между различными группировками и всякая победа сопровождалась беспощадным избиением побежденных. Мусулманкул раздавал все видные должности кипчакам, которые и начали хозяйничать в стране, притесняя и избивая оседлых жителей. Кокандский историк Хаким-хан тура называл кипчаков «самым испорченным» среди узбекских племен.
В. Наливкин писал: «По большей части безграмотные, далекие от среднеазиатской образованности, кипчаки разгоняли учеников из медресе, жгли книги и на каждому шагу старались унизить мулл.
Кипчаки, придя к власти, начали истреблять виднейших представителей духовенства (улемов, шейхов, сейидов) и светскую знать — эмиров. Были казнены шейхулислам Намангана Закир-ходжа, мударрис соборной мечети Хальфа Сафо, Домулла Халмухаммад-раис, Домулла Ходжам-кули алам, Сулейман-ходжа — сын шейхулислама и Мавлави Ахмад Кашшак Андижани и др. В борьбе против кипчакской аристократии активно было и кокандское духовенство, так как среди казненных Мусульманкулом находились и крупнейшие муллы и шейхи.

### Первое правление Худояр-хана
Воспользовавшись пребыванием Мусульманкула за Ошем, кокандская знать призвала на ханство Мурад-бека, сына Алим-хана, и убили Шерали-хана (1844).
Мусульманкул поспешил в Коканд, убил Мурад-хана, процарствовавшего лишь 11 дней, и возвёл на престол 16-летнего Худояра, младшего из 5 сыновей Шерали-хана, сам же стал регентом. Знать, постепенно объединявшаяся вокруг Худаяр-хана (1844—1858, 1862—1863, 1865—1875), пыталась любой ценой удержать свои позиции. В определенной мере их поддерживали испытавшие тяжесть гнета кочевников народные массы.
Насилия и бесчинства кочевников стали обычным явлением. Переселение массы кипчаков в Коканд сопровождалось изгнанием домовладельцев из своих домов. Арыки объявлялись собственностью отдельных кипчаков, которые взимали за пользование ими плату. Время господства кипчаков усугублялось тем, что кочевники относились к массе оседлого населения как к чему-то низшему и неполноценному.
Тяготясь опекой Мусульманкула, Худояр-хан стал опорой анти-кипчакской партии, сверг Мусулманкула и казнил его в 1852 году. Это событие закончилось повальным истреблением ферганских кипчаков. Их было убито около 20.000 вместе с Мусульманкулом. С этого периода началось самостоятельное правление Худояр-хана (1853-1858).
Худаяр-хан вел борьбу за власть со своим братом Малла-беком. Он был приверженцем шейха Вали-хана тура Маргинани, который однажды предложил ему взять на охоту и брата Малла-бека. Хан ответил известной узбекской пословицей: «икки кучкорни боши бир козонда кайнамайди», что в переводе означало: в одном котле две бараньи головы не сваришь.

### Правление Малла-хана
В конце 1858 года Малла-бек, воспользовавшись осадой бухарским эмиром Худжанда, прибыл к киргизам и поднял мятеж. Объединив ферганских кочевников, он одержал победу в битве при Саманчи над ставшим непопулярным Худояр-ханом и занял кокандский трон. В период правления Малла-хана кочевники вернули утраченные позиции в ханстве. Главную роль в их «конфедерации» играли киргизы, из среды которых выдвинулся молодой военачальник Алимкул.

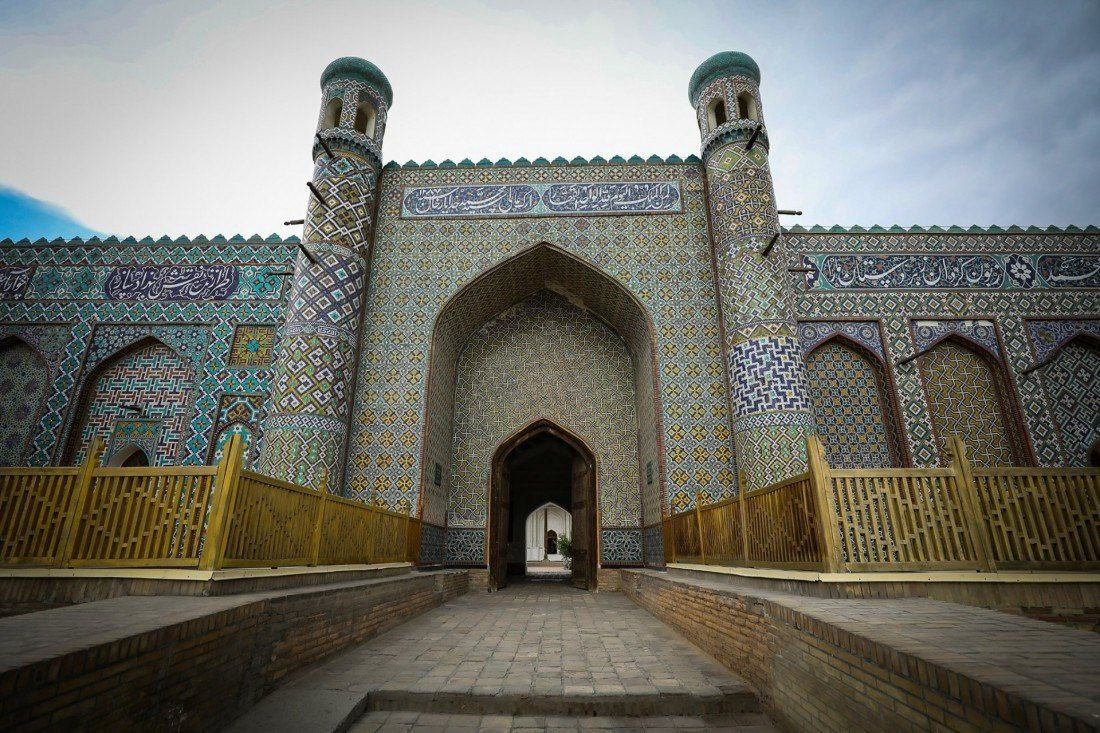
Вид на дворец Худояр-хана

Киргизская и кыпчакская верхушка в период правления Малла-хана снова заняла административные и военные должности. Так, например, в Худжанд назначен был киргиз Саидбек-датка, в Андижан – киргиз Алымбек-датка, в крепость Нау – киргиз Молдо Касым. В церемониях «поздравления и благословления нового хана» участвовала религиозная элита (‘улама’, шайхи), что показывает, насколько серьезно пала роль духовного сословия в политической жизни ханства.
Малла-хан был могучим правителем, навёл такой порядок среди государственных чиновников и военачальников, что ни один из них не мог выйти за рамки шариата. Военные были заняты своим делом, начальники соблюдали высокое положение, улемы и шейхи занимались защитой шариата, а подданных постоянно заставлял соблюдать приличия. Цены на базарах снизились, земледельческие продукты были в обилии, подвергались жёсткому наказанию люди, не соблюдавшие правил шариата, допускавшие злоупотребления и измену в военном деле, трусы.
При Малла-хане кокандцы нанесли поражение эмиру Бухары в 1861 году, фактически восстановился статус-кво в отношениях Коканда и Бухары, который существовал до 1840 годов и тем самым кокандцы поставили под сомнение вопрос о гегемонии бухарского эмира в Средней Азии.

### Второе правление Худояр-хана
В феврале 1862 года был убит Малла-хан, после чего в ханстве началось двоевластие, разделившее политическую элиту ханства и приведшее к гражданской войне. Ханом в Ташкенте был назначен Худояр-хан, а в Коканде — Шахмурад-хан. Однако ряд поражений заставили Худояра прибегнуть к помощи эмира Бухары.
Эмир Музаффар, очевидно поняв, что долго в Коканде не удержится, приказал собрать мастеров, часть знати и духовенства и отправить их  конвоем в Бухару. Туда же были отправлены гарем и казна Худояр-хана. Напоследок бухарцы разграбили дома многих жителей города и окрестностей, доказав тем самым отсутствие каких-либо религиозных норм и предписаний в своих действиях.
В июле 1863 года войска Алимкула под предводительством Мингбая взяли Ходжент после осады. Тем самым изгнав бухарцев в Самарканд и закончив кровопролитную гражданскую войну. В том же месяце Султан Сеид-хан был объявлен ханом.

### Регентство Алымкула
В 1863 году в Коканде жили три потомка кокандских ханов: Садыкбек, Хаджибек и Шахрух. Это были молодые люди, едва достигшие 20 лет, которые неожиданно объявили о своих правах на ханский престол. Алимкул, призвал их к себе, обещая каждому, что изберет его ханом, и когда юноши, поверив этому, приехали в Ош, Алимкул приказал их всех зарезать. Несчастных юношей всех трех похоронили на ошском кладбище.
В июле 1863 года киргиз-кыпчаки во главе с Алымкулом в ходе гражданской войны захватили власть в Кокандском ханстве. Номинальным правителем был провозглашён Султан Сеид-хан. Фактически делами вершил Алымкул. Верховным правителем Кокандского ханства считался хан. В период регентства Алымкула ханская власть была сведена на нет.
Моя цель не в том, чтобы захватить Коканд и наслаждаться властью, а в том, чтобы бороться с русскими.Алымкул.
В сложившихся условиях Алымкул, очевидно, начал осознавать всю серьёзность положения, в котором оказалось ханство перед лицом российской экспансии. Он пытается оказать на Российскую империю дипломатическое давление через давних её соперников — Британскую империю, Французскую империю и особенно Османскую империю.  О том, что в Турцию были отправлены послы с дарами, пишет и Мухаммад-Салих. Что касается европейских держав, в которые Алимкул собирался направить посольства, намерение было осуществлено только в отношении Франции, однако никакой конкретной помощи посольства не добились и вернулись ни с чем.
Алымкул принял энергичные меры для укрепления военной мощи ханства. По его приказу правитель Ташкента Нур-Мухаммед посетил Сузак, Чолак-Курган и Авлие-Ата, чтобы оценить вред, нанесённый их укреплениям русскими и собрать дань с местных казахских родов.
Летом 1864 года в Кашгарии началось крупное антицинское восстание. Алымкул принял решение поддержать восстание мусульманских народов. Известно о благотворительной деятельности Алымкула, он в 1864 — 1865 годах пожертвовал медресе в кишлаке Кара-Суу 112 торговых лавок в вакф-авлод.
Алымкул начал подготовку к военным действиям — массовое производство холодного и огнестрельного оружия. Алымкул деятельно готовился к войне, в течение шести месяцев он успел отлить около 60 орудий и изготовил несколько тысяч ружей. В июльских боях за Шымкент 1864 года ему удалось отстоять город. В октябре того же года он отбил первый штурм Ташкента. Однако получил смертельную рану в мае 1865 года во время осады Ташкента русскими войсками.

### Третье правление Худояр-хана
Фактическая власть в ханстве в 1863—1865 годах перешла Алимкул-аталыку. В том же году он получил титул «Лашкар баши». Худояр-хан воспользовался этими смутами и при содействии бухарского эмира, Музаффарa, водворился было в Коканде, но вскоре изгнан был Алимкулом и опять бежал в Бухару. Когда же Алимкул погиб в битве с русскими под Ташкентом (1865), бухарский эмир вновь явился с войском в Коканд, посадил на престол Худояра, но на обратном пути был разбит русскими под Ирджаром, а последовавшее затем занятие Ура-Тюбе и Джизака (1866) отрезало Кокандское ханство от Бухары. Смуты облегчали утверждение русской власти в той части Туркестана, которая входила в состав Кокандского ханства.
Худояр-хан в 1871—1873 годах выпускал монеты с надписями «Хуканд-и-Латиф» (чагат. خوقند لطيف‎ — «Приятный Коканд») и именем покойного Малла-хана (правил в 1858—1862 годах).

### Конфликты с Российской империей (1852-1865)
Двусторонние связи между Российской империей и Кокандским ханством развивались достаточно сложно и носили в основном конфронтационный характер. Царским правительством были предприняты меры по ограничению власти кочевых родоначальников, усилены гарнизоны пограничных крепостей. Так постепенно были образованы Оренбургская и Западно-Сибирская, а впоследствии Сыр-Дарьинская пограничные линии. Военно-политическим руководством Российской империи было принято решение о соединении пограничных линий.

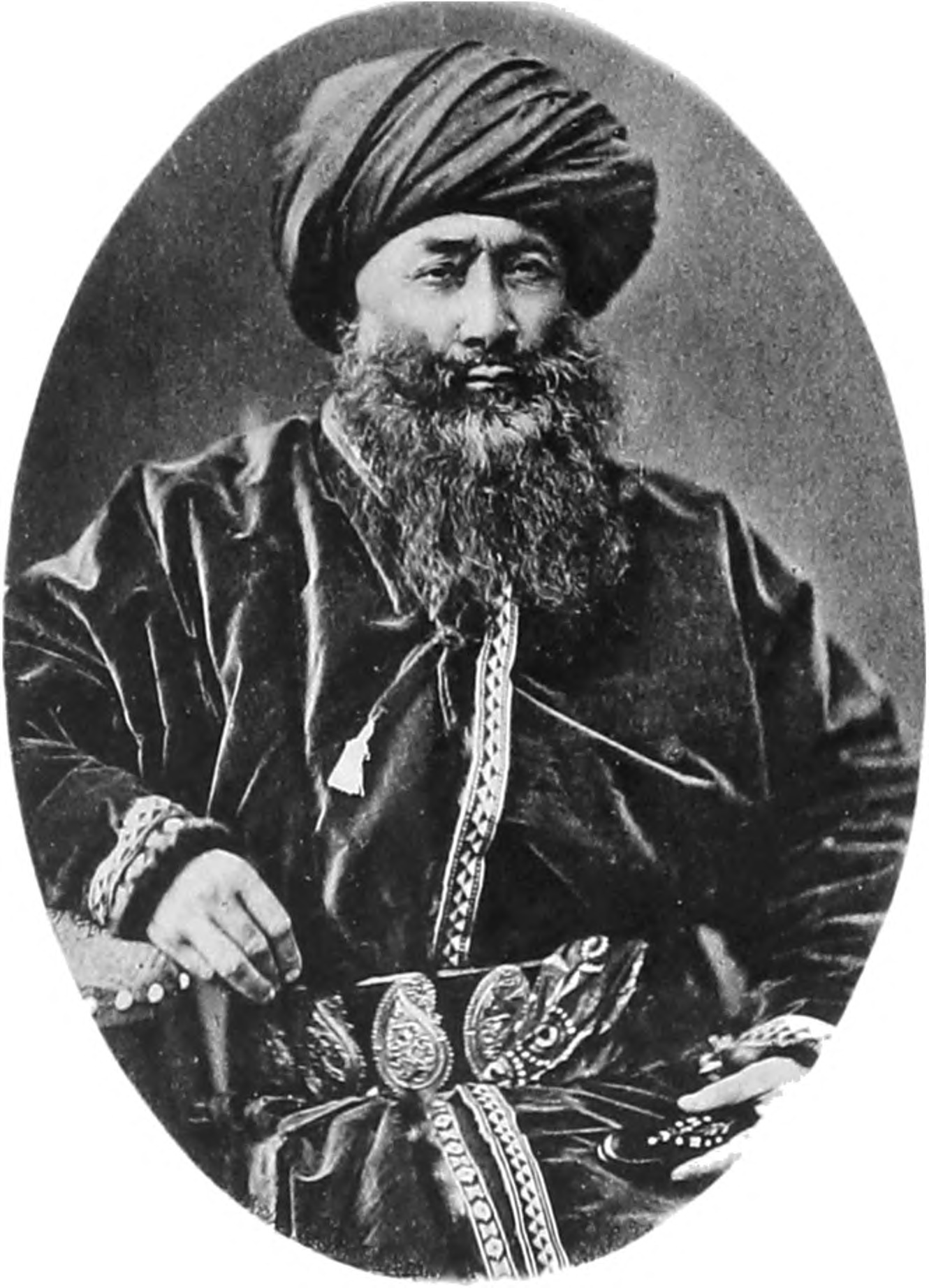
Якуб-бек, командир Ак-Мечети в 1853 году (портрет из одноимённой книги Н. Веселовского)

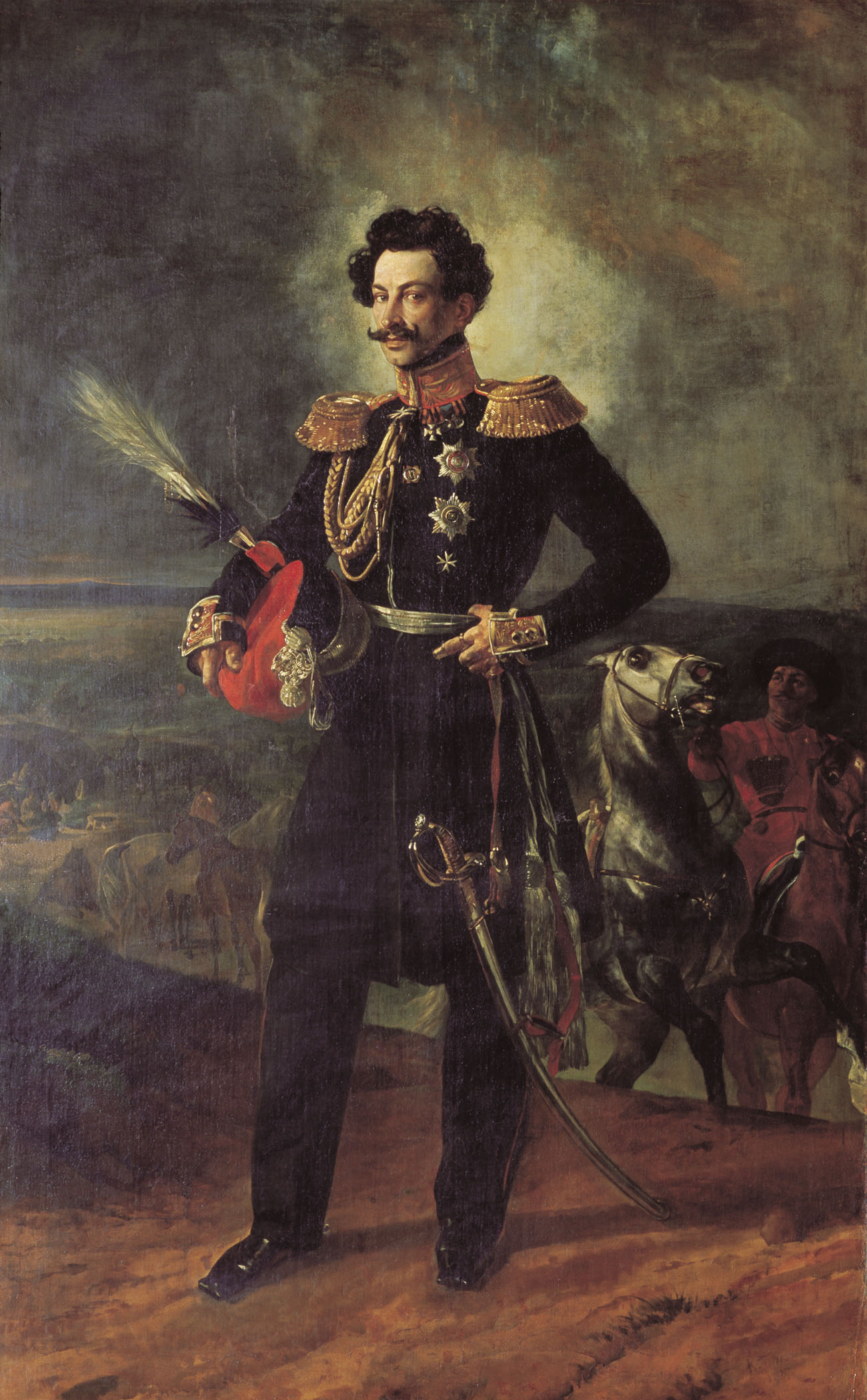
Карл Брюллов (1799—1852). Портрет генерал-адъютанта графа Василия Алексеевича Перовского (1837)

Оренбургский военный губернатор Обручев построил в 1847 году укрепление Раимское (впоследствии Аральское), близ устья Сырдарьи, и предложил занять Ак-Мечеть. В 1852 году, по инициативе нового оренбургского губернатора Перовского, полковник Бларамберг, разрушил две кокандские крепостцы Кумыш-Курган и Чим-курган и штурмовал Ак-Мечеть, но был отбит. В 1853 году Перовский лично с отрядом в 2767 человек, при 12 орудиях двинулся на Ак-Мечеть, где было 300 кокандцев при 3 орудиях, и 27 июля взял её штурмом; Ак-Мечеть вскоре переименована была в Форт-Перовский. В том же 1853 году кокандцы дважды неудачно пытались отбить Ак-Мечеть. После этого вдоль нижнего Сыра возведён был ряд укреплений (Казалинск, Карамакчи, с 1861 года Джулек).
В 1853 г. русские войска взяли Ак-Мечеть, что положило начало процессу включения Кокандского ханства в состав Российской империи. По мнению казахского историка Бейсембиева, Россия была единственной европейской державой, поддерживавшей стабильную связь со Средней Азией, главным образом, путем караванной торговли через Казахстан. Стремление ее укрепить свои позиции в среднеазиатском регионе было исторически закономерным.
С середины XIX века киргизские и казахские племена, подчинённые ханству, стали переходить в российское подданство, не в силах терпеть произвол и беззаконие кокандских наместников. Это привело к вооружённым конфликтам ханства с российскими войсками, в 1850 году предпринята была экспедиция за реку Или, с целью разрушить укрепление Таучубек, служившее опорным пунктом для кокандских сил, но овладеть им удалось лишь в 1851 году, а в 1854 году на реке Алматы построено укрепление Верное и весь Заилийский край вошёл в состав России.
В 1854 году на Сибирской линии у подножия горного хребта Заилийский Алатау было основано укрепление Верный. В 1860 году отряд полковника Г. А. Колпаковского (3 роты, 4 сотни и 4 орудия) вместе с 1 тыс. бойцов казахского ополчения разбил в Узун-Агачском сражении 22-тысячный отряд  кокандцев. Западносибирское начальство снарядило на помощь восставшим против Коканда и киргизам, обратившимся за помощью к русским, небольшой отряд под начальством полковника Циммермана, разрушивший и срывший до основания кокандские укрепления Пишпек и Токмак. 
В 1864 году западносибирский отряд, 2500 человек, под начальством полковника Черняева,  взял штурмом крепость Аулие-ата, а оренбургский в 1200 человек под начальством полковника Верёвкина двинулся из Форта-Перовского на город Туркестан, который был взят. Оставив в Аулие-Ата гарнизон, Черняев двинулся к Чимкенту и взял его штурмом 23 сентября. Вслед затем предпринят был штурм Ташкента (120 км от Чимкента), но был отбит.

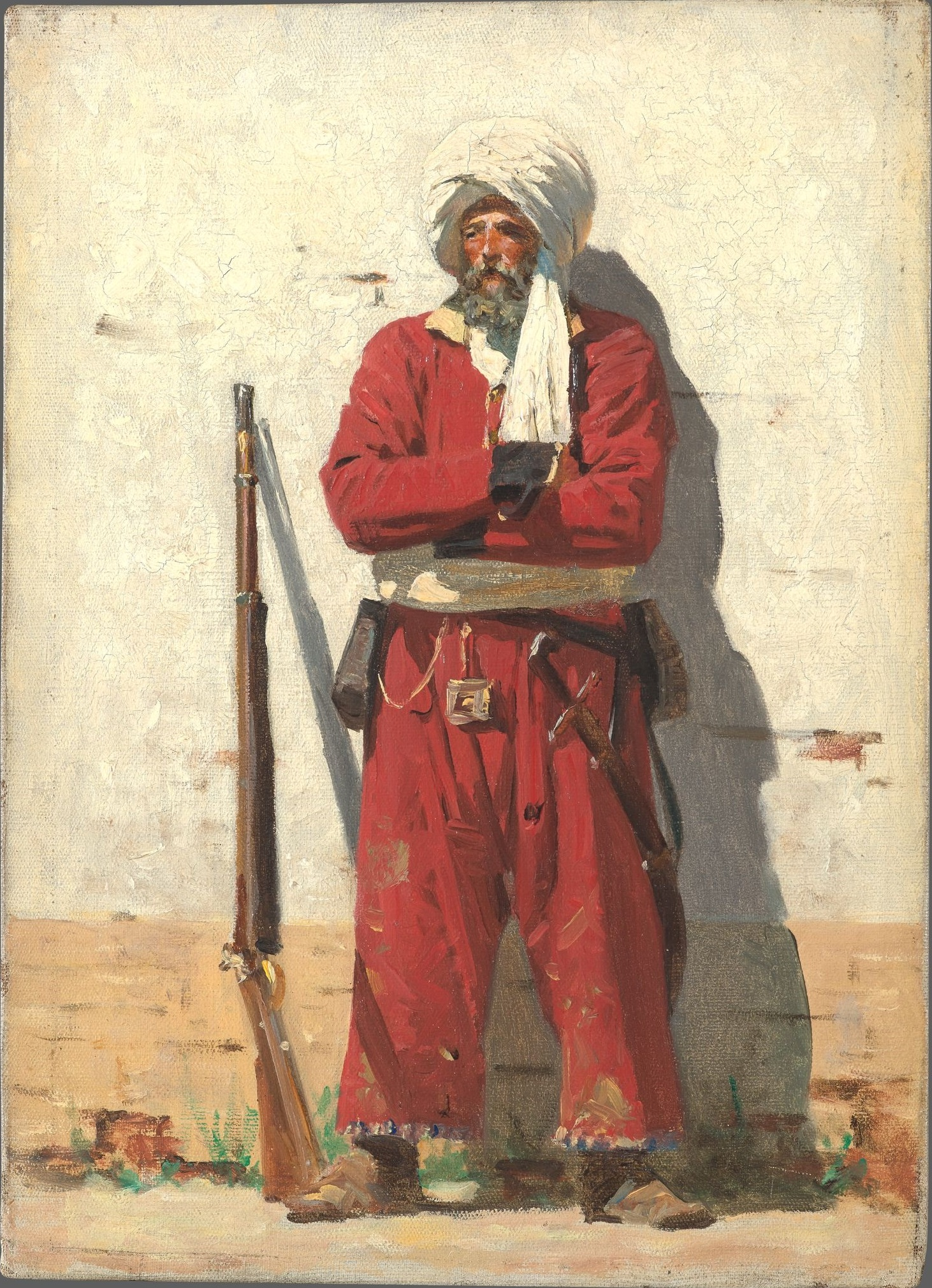
Кокандский солдат, картина В.Верещагина

В декабре произошло Иканское сражение: регент Кокандского ханства Алимкул решил нанести ответный удар, собрал армию и в обход Чимкента выдвинулся в тыл Черняева, к крепости Туркестан, на пути к которому, у селения Икан, его многотысячное войско был остановлено сотней есаула Серова. После боя Алимкул отступил к Ташкенту.
В 1865 году из вновь занятого края, с присоединением территории прежней Сырдарьинской линии, образована была Туркестанская область, военным губернатором которой назначен был Черняев. Он после трёхдневного штурма (15—17 июня) взял Ташкент.  В 1867 году Туркестанская область была преобразована в Туркестанское генерал-губернаторство с двумя областями: Семиреченская (г. Верный) и Сырдарьинская (г. Ташкент). Так образовался Русский Туркестан.
Отрезанный от Бухары, Худояр-хан принял в 1868 году предложенный ему генерал-адъютантом фон Кауфманом торговый договор, в силу которого русские в Кокандском ханстве и кокандцы в русских владениях приобретали право свободного пребывания и проезда, устройства караван-сараев, содержания торговых агентств (караван-баши), пошлины же могли быть взимаемы в размере не более 2½% стоимости товара. Коммерческое соглашение с Россией 1868 года фактически сделало Коканд зависимым от неё государством.

### Беспорядки в Кокандском ханстве

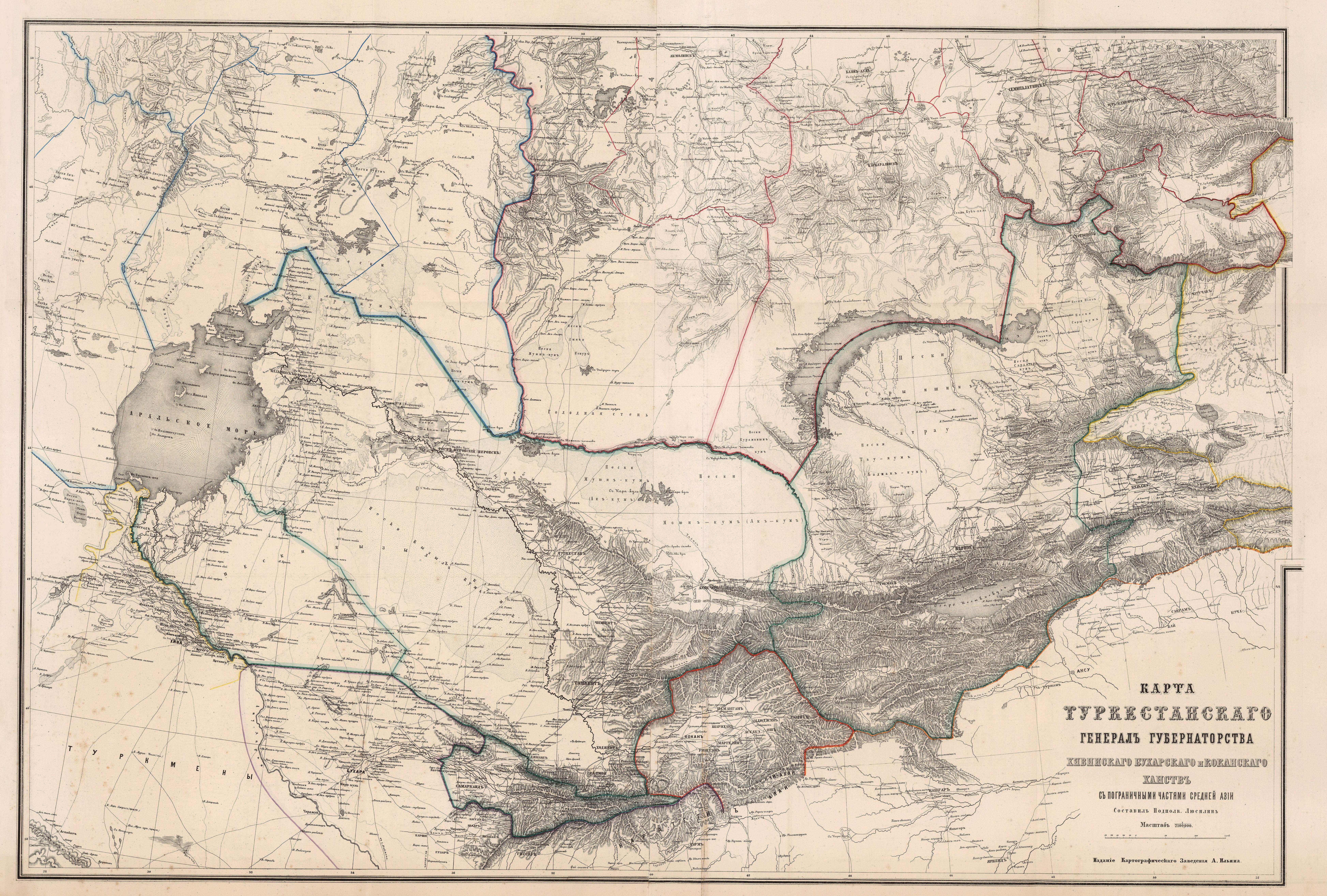
Карта Туркестанского генерал-губернаторства, Хивинского, Бухарского и Кокандского ханств 1876 г.

В течение нескольких лет правитель Кокандского ханства Худояр послушно исполнял волю туркестанских властей. По настоянию Кауфмана он прекратил военные действия против Бухары из-за спорных территорий Каратегина (сентябрь 1869 — март 1870 года), выслал в Ташкент шахрисабзских беков, бежавших в Коканд после поражения в борьбе с отрядом генерала Абрамова, передал управление Шахрисабзским оазисом бухарским вельможам (август 1870 года).
В 1871 году Кауфман уверенно сообщал в Петербург, что Худояр отказался «от всякой мысли враждовать с нами или прекословить нам». Хану даже вручили бриллиантовые знаки ордена святого Станислава I степени и титул «светлости». Утверждение российской власти на правобережье Сыр-Дарьи в её среднем и нижнем течении, а также в Ташкенте, Аулие-Ата, Пишпеке и других городах резко сократило налоговые поступления в ханскую казну. Естественно, и сам правитель, и его приближённые пытались возместить потери за счёт оставшихся подданных и совершенно разорили их поборами. Весной 1873—1874 годов в Кокандском ханстве неоднократно вспыхивали мятежи, однако хану удавалось с ними справиться. Весной 1875 года против Худояра поднялась даже кокандская знать. Во главе заговора встали: сын некогда всесильного регента Мусульманкула Абдуррахман Автобачи, мулла Исса-Аулие и брат хана, правитель Маргелана Султан-Мурад-бек. Им удалось также привлечь на свою сторону наследника престола Насриддин-хана.
Предводитель киргизов Мулла-Исхак объявил себя дальним родственником хана Пулат-беком. На сторону заговорщиков перешёл и сын хана Насриддин, находившийся с 5-тысячным войском в Андижане. Города Ош и Наманган открыли им ворота. 20 июля стало известно, что мятежники без боя вступили в Маргелан, а мулла Исса-Аулие призвал народ к газавату против русских и их пособников. В ночь на 22 июля мятежники подошли к Коканду. Половина ханского войска сразу же перешла на их сторону вместе со вторым сыном Худояра Мухаммед — Алим-беком. Утром начались волнения среди горожан. Худояр решил укрыться под защитой российских властей. Подвергаясь постоянным нападениям восставших маленький отряд прибыл в Ходжент. После бегства Худояра восстание охватило все ханство. Правителем провозгласили Насриддина. Он не снизил налоги и заявил о необходимости восстановить ханство в его старых границах от Ак-Мечети с одной стороны и до Пишпека — с другой. 

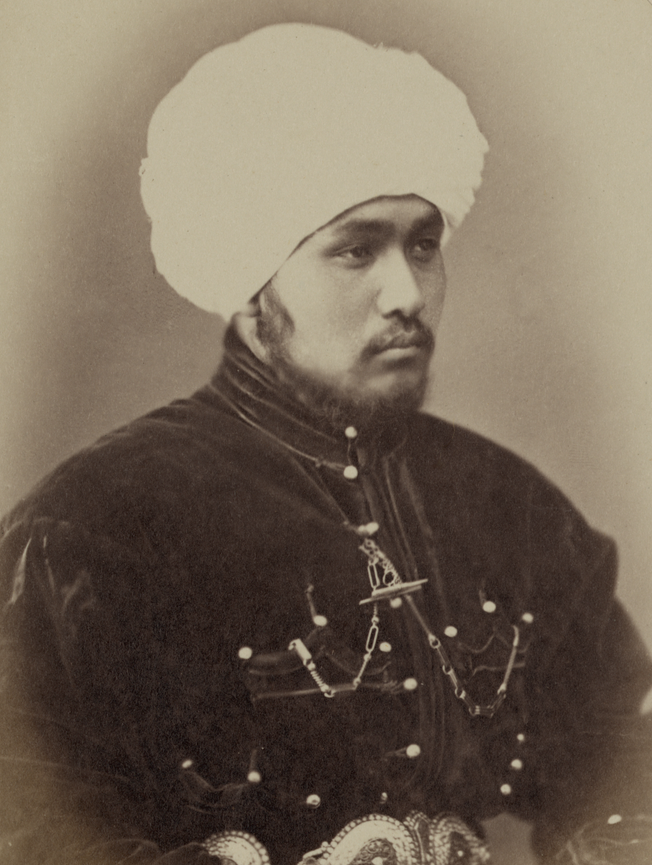
Саид Насреддин-хан — последний узбекский хан Кокандского ханства (1875)

23 сентября Кауфман подписал с Насреддином мирный договор, составленный по типу соглашений с Бухарой и Хивой. Он предусматривал отказ хана от непосредственных дипломатических соглашений с какой-либо державой, кроме России. Ряд земель на правом берегу Сыр-Дарьи (так называемое «Наманганское бекство») был включён в состав Туркестанского генерал-губернаторства под именем Наманганского отдела. Начальником этого отдела стал М. Д. Скобелев. Вопрос о восстановлении на престоле Худояра даже не поднимался.

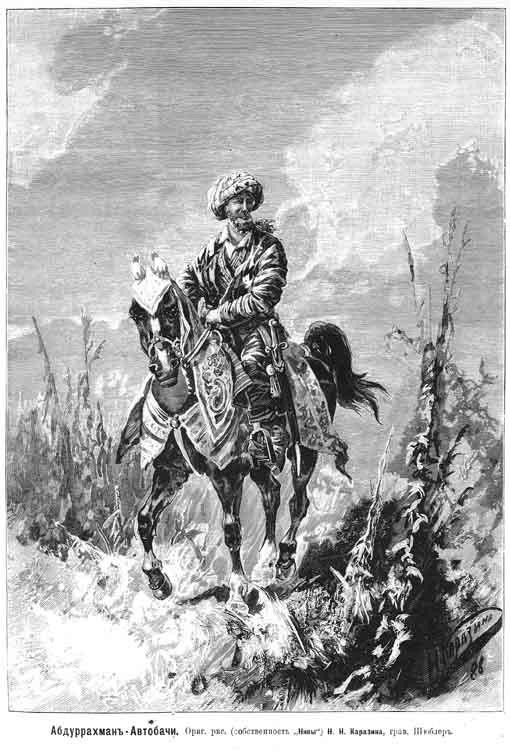
Абдуррахман Автобачи

В сентябре 1875 года в восточной части ханства вновь поднялось восстание. По предложению Автобачи ханом был провозглашён киргиз Пулат-бек. В начале октября русские отряды генерал-майора В. Н. Троцкого разгромили восставших. Насреддин, подобно своему отцу Худояру, бежал. Кокандцы захватили Наманган и русский гарнизон, укрывшись в цитадели, едва смог отбить штурм. В ответ в район Намангана были переброшены новые русские войска. Возглавляемый Скобелевым Наманганский действующий отряд предпринимал рейды в различные районы ханства.

### Ликвидация Кокандского ханства
В январе 1876 года Кауфман, прибыв в Санкт-Петербург, смог добиться в обход министерства иностранных дел санкции императора Александра II на полную ликвидацию независимости Кокандского ханства. Об успехе он немедленно телеграфировал в Ташкент, приказав Скобелеву немедленно начать подготовку к занятию Коканда. 24 января совершенно подавленный поражениями Абдуррахман сдался. Теперь можно было приниматься и за ханскую столицу. 2 января Кауфман направил новую телеграмму генералу Г. А. Колпаковскому с приказом начинать наступление на Коканд. Одновременно такую же телеграмму Скобелев, стоявший в Намангане, получил от генерала Троцкого. Первым к Коканду поспел именно Скобелев, пройдя за день более 80 км. Столица Коканд сдалась почти без боя. На этот раз самостоятельность Кокандского ханства была ликвидирована полностью. Его территория была включена в состав Туркестанского генерал-губернаторства в качестве Ферганской области. Военным губернатором края стал М. Д. Скобелев. Абдуррахман Автобачи был выслан в Россию, а вот замешанного во многих жестокостях Пулат-бека казнили в Маргелане.
26 ноября 1876 года специально для участников военной операции в Кокандском ханстве император Александр II учредил государственную награду — медаль «За покорение Ханства Кокандского». Вместо ликвидированного Кокандского ханства было создана Ферганская область в составе Российской империи.

## Идеология

### Идеи о легитимации власти кокандских ханов
Кокандские правители (происходившие из узбекского племени минг) чингизидами не являлись и, поскольку в силу государственно-правовой идеологии в Средней Азии верховная власть была прерогативой потомков Чингиз-хана, правители Коканда, чтобы придать законность своей верховной власти (и соответственно ханскому титулу), в XIX  веке создали легенду о своём происхождении от Алтун-Бишика — сына Бабура и потомка Тамерлана. Эта легенда воспринималась в Кокандском ханстве как истинная, как догма и императив, и стала источником права. Никто в ханстве не осмеливался подвергнуть её истинность малейшему сомнению.
В различных версиях легенда содержится в большинстве кокандских хроник. Содержание легенды в наиболее распространённом виде, включающем несколько версий, сводится к следующему: в 1512 году Тимурид и основатель империи Великих Моголов Бабур, генеалогия которого возводится к роду Чингиз-хана, спасаясь от врагов (Шейбанидов), оставил в своём утраченном домене — Фергане — младенца-сына. По «Шахнама-йи Умар-хани», то есть сочинению раннего цикла, мальчика нашли четыре предводителя кочевых племён — минг, кырк, кипчак и киргиз Догадываясь о знатном происхождении ребёнка по дорогим вещам, оставленным при нём (в том числе по золотой колыбели), каждый из глав претендовал на его воспитание, и никто не уступал. По решению собрания окрестностных узбеков мальчика отдали кормилице, назвав его Алтун-Бишик (букв. «Золотая колыбель»). Алтун-Бишик и стал основателем рода кокандских ханов. Его женой была дочь предводителя мингов.
Историк Аваз-Мухаммад писал, что Мирза Бабур пытался перевезти Алтун Бишика в Индию, однако все племена узбеков Ферганы настояли, чтобы он остался в Фергане в качестве правителя.
В разные периоды племенная и религиозная аристократия Коканда могла игнорировать одни источники легитимности власти и предпочесть другие. Для кокандских историографов чингизидское право власти было куда более значимо, чем в Бухаре. Попытки исламизировать собственные притязания на власть можно отметить у Умар-хана и отчасти у двух последних ханов династии – Ширали-хана, его сыне Худаяр-хана, которые к своим именам титул «саййид» (потомок Пророка).

#### Идея чагатайской государственной идеи
Казахстанский историк кандидат исторических наук Бейсембиев Т. К. высказал мнение о чагатайской государственной идее. По его мнению, причисление себя кокандскими ханами к Тимуридам и Великим Моголам означало триумф чагатайской государственной идеи в Ферганской долине. Согласно постулату чагатайской государственной идеи, власть Джучидов (Шейбанидов, Аштарханидов и др.) в Мавераннахре (в улусе Чагатая) — считалась прямым нарушением чингизовой традиции. Этим аргументом «отсекались» претензии и казахских ханов, как младших Джучидов, на Фергану и Ташкент, а теоретически — и на весь Мавераннахр. Вплоть до середины XIX века этот политико-правовой аспект имел актуальное значение. Вторжение казахов в Мавераннахр в 1598 году было «последней попыткой кочевников Дешт-и Кипчака овладеть Мавераннахром». Вторжение казахов в Ферганскую долину имели место даже в XIX веке (в 1805 — в качестве ударной силы войска Юнус-ходжи, в 1842 — как союзников эмира Бухары во время кокандско-бухарской войны 1840—1843). Когда кокандские ханы повели в начале XIX века успешную борьбу за захват сырдарьинских районов современной территории Казахстана (включая среднеазиатскую святыню — мавзолей Ходжи Ахмеда Ясави, построенный Тамерланом), чагатайская идея позволяла им считать себя законными наследниками Тамерлана и служила (как некогда Тимуридам в XV веке) серьёзным правовым аргументом в их территориальных притязаниях на эти области, что нашло отражение в кокандских хрониках. Средняя Азия была «отвоёвана» к началу XIX века чагатайской государственной идеей, вытеснившей господствовавшие там в XVI—XVIII веках шейбанидскую и аштарханидскую государственные концепции.

## Население

### Численность населения
Численность населения ханства в 1830-х годах превышало 5 миллионов человек, включая 3 миллиона оседлых жителей тюркского и иранского происхождения (сарты, таджики, анди, памирцы и т.д.) и около 400 тысяч кибиток, то есть приблизительно 2—2,5 миллиона кочевников тюрко-монгольского происхождения: узбеки, киргизы, ферганские кипчаки, кураминцы, казахи,  тюрки, каракалпаки, калмаки и т. д. Арминий Вамбери оценивал численность населения ханства в 1865 году в 3 миллиона человек.
По населению (более 5 млн. в 1832 году) ханство сопоставимо с Пруссией к концу правления Фридриха Великого (5,5 млн.) в 1786 году или королевствами Бавария и Вюртемберг вместе взятыми (около 5 млн.) в 1815 году.

### Этнический состав и расселение
Российский этнолог и историк С. Н. Абашин утверждает, что в Центральной Азии до прихода Российской империи «в обществе отсутствовали границы, которыми можно было бы очертить группы, прилепив к ним ярлык «этнические». Только с приходом России в Средней Азии появляются более или менее устойчивые идентичности». Британский исследователь Н. Мегоран придерживается другой точки зрения и считает, что, например, название «узбек» использовалось населением Кокандского ханства и других регионов в дороссийскую эпоху - в XVIII—XIX веках.
Этнограф С. Губаева утверждает, что этнические идентичности в Ферганской долине существовали задолго до российского периода. В Ферганской долине таджики были сосредоточены в основном в западной и северо-западной частях ее: Ходжент, Чуст, Ашт, Исфара, Канибадам, Сох и их окрестности и они составляли 85% населения этих районов. На остальной территории Ферганской долины таджикские кишлаки были лишь вкраплены среди узбекских.
Казахстанский историк Т. К. Бейсембиев пишет, что население Кокандского ханства в 19 веке по данным кокандских источников делилось на две большие группы: на осёдло-земледельческое население — сартиййа/шахриййа — с одной стороны и на родоплеменные подразделения кочевников и полукочевников — илатиййа/аймакиййа с другой.
К осёдлым жителям Ферганской долины относились сарты, таджики и узбеки, к кочевым и полукочевым — кипчаки, киргизы, тюрки, каракалпаки, чонгбагыши и калмаки. Кипчаки Ферганы расселялись в районе Шахрихана, Балыкчи и междуречья Карадарьи и Нарына. Киргизы кочевали главным образом в окружающих Ферганскую долину горах и горных котловинах — Кетмень-Тюбе и Алайская долина. В Ташкентском вилайете и Кураме осёдлыми жителями были сарты, таджики и анди, кочевыми и полукочевыми — казахи и кураминцы. В районе Чиназа кочевали каракалпаки, а в Южном Казахстане жили казахи, анди и сарты (в селении Икан).
В XVIII в. узбекский род мингов стал правящей династией в Кокандском ханстве. К этому времени узбеки-минги в большинстве осели и потому опирались на оседлых (прежде всего городских) жителей, чья поддержка имела большое значение для устойчивости их власти. По утверждению С.Губаевой именно в Ферганской долине сохранился староузбекский литературный язык, правда, в несколько модифицированном виде (в части Ферганской долины вошедшей в состав Узбекистана узбеки составляют большинство населения). Не случайно ферганские (и ташкентские) городские говоры легли в основу современного литературного узбекского языка.

## Государственный строй
Во главе государства находился хан. Согласно иерархической лестнице после хана по статусу шли следующие чины: 1) шайхул-ислам, казы-калон, хаджа-калон, накыб и муллы; 2) мингбаши, аталык, кушбеги, мехтары; 3) парваначи; 4) датха; 5) бии; б) ишик-агасы, инаки и шигаулы; 7) тохсабы; 8) мирахуры; 9) караулбеги. При хане был совет, состоявший из приближенных к хану сановников, обсуждавший вопросы жизни и деятельности ханства. На общественную и политическую жизнь ханства большое влияние оказывало мусульманское духовенство. Глава духовенства участвовал в обсуждении вопросов на ханском совете, его мнение во всех вопросах считалось наиболее авторитетным.
Потомкам пророка Мухаммада и четырех правоверных халифов принадлежало исключительное право быть пожалованным чином ходжакалана, накиба, мир-асада, садра, судура и урака.
Из них лица, получившие образование в мусульманских школах и медресе могли занять должности шайхул-ислама, маулави, казы-калона, кази-ал-куззата, казиаскара, кази-мутлака, казы-раиса, муфтия, аълама, мударриса, имама.
Правители на местах назывались беками и хакимами. На особом положении находился правитель Ташкента. Он назначался непосредственно ханом и носил титул беклар-беги (бек беков). В кишлаках административная власть была представлена аксакалами (старостами). За поведением жителей и соблюдением ими норм шариата следили мухтасибы. Полицейские (курбаши) подчинялись бекам и хакимам.
Военные звания в Кокандском ханстве были следующими: мингбаши — тысячник, обычно он совмещал должность визиря. В период Шерали-хана и Худаяр-хана мингбаши в период военных действий становился главнокомандующим. Далее шли понсадбаши — пятисотник, юзбаши — сотник, элликбаши — пятидесятник, унбаши (дахбаши) — десятник, топчибаши, зенбурачи и др. В  необходимых случаях создавалось ополчение.
Судебная власть находилась в руках казиев во главе с главным судьёй — кази-калоном. На эти должности, как правило, назначали представителей духовенства как знатоков шариата. Дела решались на основе шариата или, точнее, все зависело от судьи, от его толкования или понимания норм шариата, что создавало громадные возможности для судейского произвола. Широко применялись смертная казнь и телесные наказания.

## Экономика и нумизматика

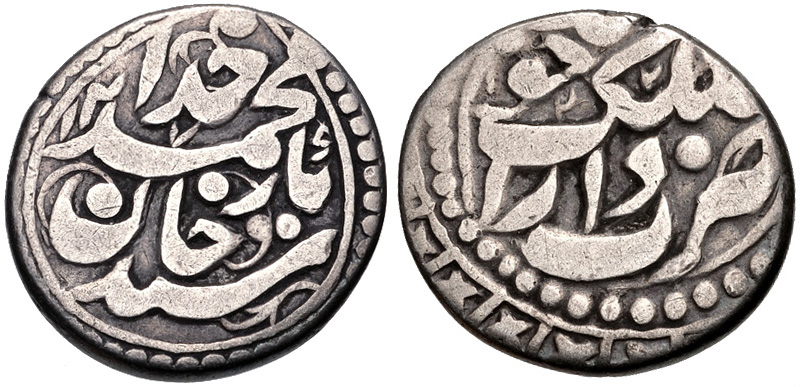
Серебряная монета Худояр-хана

В сфере денежного обращения Кокандского ханства были серебряные монеты, которые назывались танга, золотые монеты назывались тилля, а медные фулус (пул), мири, кара-танга, бакир.
Кокандские историки сообщают о дешевизне продуктов и о благоприятных условиях для купцов при правлении Нарбута-бия. Для этой эпохи характерны дешевизна и порядок. В связи с дешевизной продуктов на существующую в Коканде «таньгу» можно было купить много продуктов. Нарбута-бий учредил самую мелкую монету «пулус». В период правления Нарбута-бия отсутствовала инфляция и намного повысился уровень жизни населения. Поэтому в течение более 30-летнего правления Нарбута-бия не было ни одного восстания против правительства.

## Культура
Кокандский хан Нарбута-бий был покровителем науки и искусств. В это время в столице государства - Коканде велось активное строительство. В 1798 году в Коканде было закончено строительство медресе Нарбута-бия. В эпоху Нарбута-бия было построено несколько медресе: в 1762 году — Медресе Сулаймония, в 1789 году — Эшон Хонхужа, в 1794 году — Имам Бакир, в 1795 году — Тура Хаким, в 1798 году — Мадрасаи Мир, в числе этих построек медресе имени Норбутабия. Оно сохранилось до настоящего времени и известно также под названием Мадраса-и Мир. В эпоху Нарбута-бия в Коканде жили и творили известные деятели культуры: Мухаммад Гази, Надыр, Хужамназар Хувайдо, Хожа Маслахатуддин Умматвали и его сын Хожа Мухаммад Носируддин.
В Коканде было много женщин-поэтесс, среди которых своими поэтическими способностями выделялись Анбар-атун, Бахри-атун, Дильшод, Зебунисса, Знннат, Карамат-ой, Махзуна. Махина-бану, Мастура-ой, Махзада-бегим, Муштарий, Надира, Саида-бану, Тути-киз, Увайсий, Фазилат-бану, Фидоийя, Хафиза-атун, Хайринисса и др.

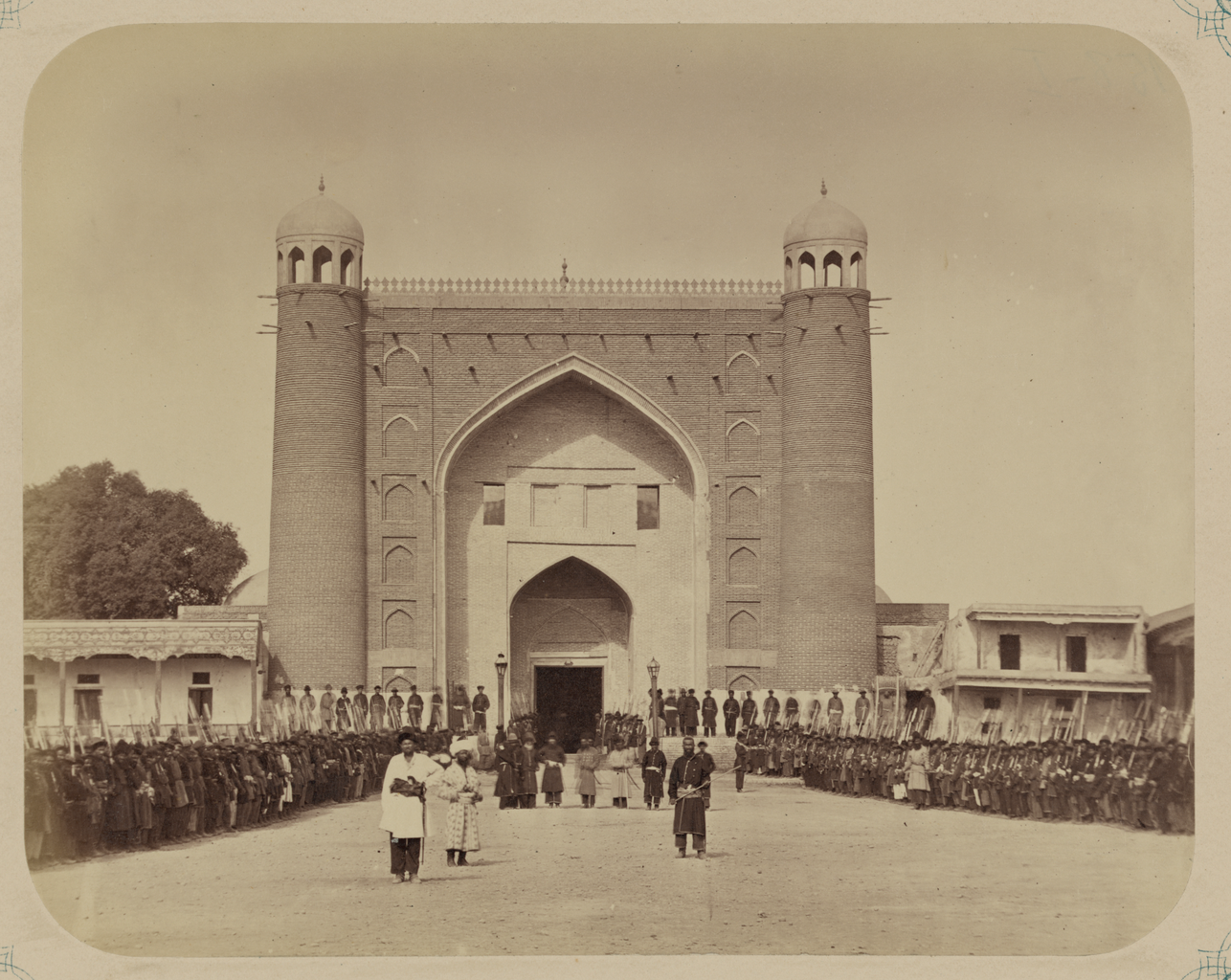
Коканд. Внешние ворота ханского дворца (1870-е годы)

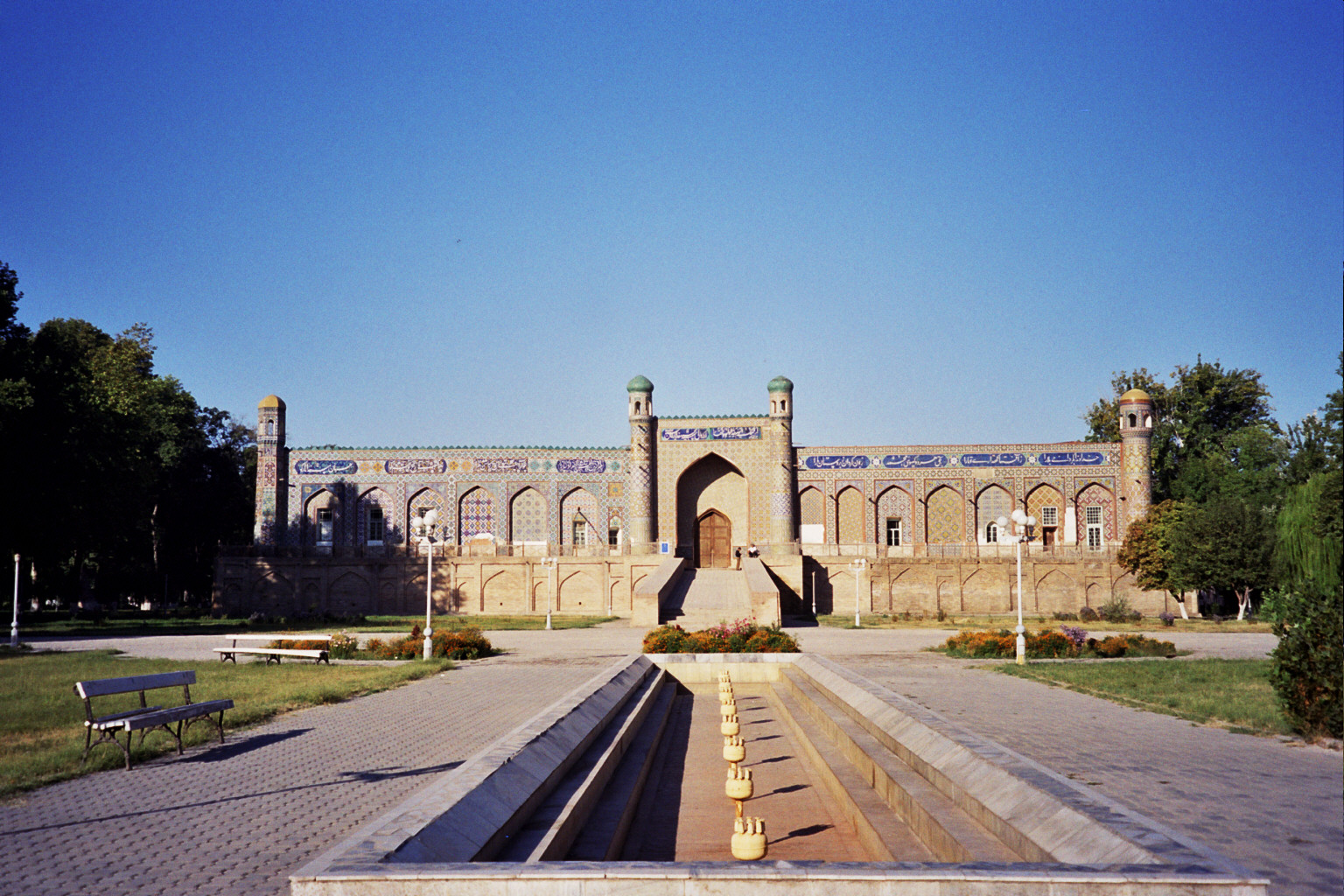
Вид на вход во дворец Худояр-хана

В культурном строительстве кокандский правитель Умар-хан пытался подражать Тимуру и создал условия для процветания науки и литературы в Кокандe. В период правления Умар-хана были построены мечети и медресе в таких городах как Коканд, Ташкент, Туркестан, Чимкент, Сайрам, Аулие-ата. Был основан новый город Шахрихан. В период его правления в Коканде возник своеобразный центр литературы. Согласно источникам, в городе творили более 70 поэтов. При дворе хана были собраны лучшие поэты, художники и каллиграфы. Сам Умархан писал стихи под литературным псевдонимом «Амири». До нас дошёл сборник его стихов, состоящий из более чем 10 тысяч строк. Заметное место в жизни двора занимала супруга Умар-хана Мохлар-айим (Надира) (1792—1842). Она принимала деятельное участие в культурной жизни ханства как покровительница науки, литературы и искусства. На средства Надиры были построены медресе, бани, торговые ряды и другие общественные здания. В 1824—1825 годах Надира построила два медресе — у большого кладбища (медресе Чалпак) и у кузнечного ряда (медресе Махлар-айим), один сиротский дом и приют для странников. Поэт Мушриф сообщает о пище и одежде, которыми снабжались учащиеся медресе Махлар ойим. В медресе были собраны различные книги и рукописи.

Современный портрет узбекской поэтессы Надиры (1792—1842)

Продолжая литературную традицию своего и матери, кокандский хан Мухаммад Алихан писал стихотворения под псевдонимом «хан». До нас дошли его небольшой диван и несколько стихотворений. Большое влияние на его творчество оказали произведения Физули, и он даже начал писать в подражание известной поэме Физули дастан под названием «Лейли и Меджнун».
Медресе считалось высшим мусульманским учебным заведением ханства и были тысячи мактабов (школ). При дворце кокандского хана Худаяр-хана была открыта школа для обучения наследника и детей высокопоставленных лиц. Существовали школы для мальчиков и отдельно для девочек. Поэтесса Дильшод содержала школу в Коканде, где в течение пятидесяти одного года  обучила грамоте восемьсот девяносто девушек, из которых почти четвертая часть обладала способностью к поэзии и были поэтессами.

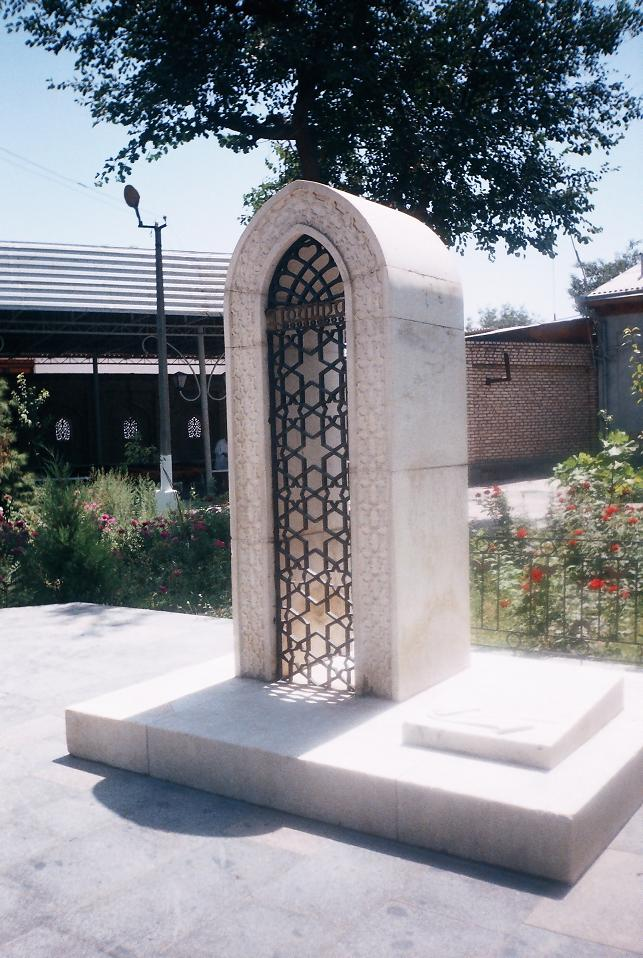
Мемориал поэтессы Надиры в Коканде

В 1841 году в Коканде функционировало главное ханское медресе, где обучались до 1000 мулл-студентов. Этим медресе управляли два главных преподавателя-мудариса: Ишан Мавлани и Махзуми-Бухари. В 1875 году в Коканде было 40 медресе, в Маргилане 10 медресе, а в Андижане – 6 медресе. В 1870-х годах в Коканде было около 40 медресе: «Мир» (основано Нарбута-бием в 1799 году), «Мир-Бутабек» (основано Мир-Бутабеком, сыном Ирдана-бека), «Хаким-Тюра» (основано Хаким-Тюра в 1795 году), «Хан-Хаджа Ишан» (основано Хан-Хаджа Ишаном в 1789 году), «Бузрук-Хаджа» (основано Бузрук Хаджа Ишаном в 1801 году), «Пир-Мухаммад-Ясаул» (основано Пир Мухаммад Ясаулом в 1802 году), «Хаджабек» (основано Хаджа-беком в конце XVIII в.), «Ахунд-Диванбеги» (основано Мулла Мухаммад-Ахуном в 1805 году), «Минг Ойим» (основано Минг-Ойим женой Нарбута-бия в 1802 году), «Джами» (основано Умар-ханом в 1817 году), «Мир-Бутабай» (основано в 1827 году), «Хаджа-Дадхах» (основано Бузрук-Хаджа Ишаном в 1822 году), «Мадалихан» (основано Мухаммад Али-ханом в 1829 году), «Хоким-Ойим» (основано в честь матери хана в 1869 году), «Султан Мурад-бек» (основано Султан Мурадбеком, сыном Шерали-хана в 1872 году).
В Кокандском ханстве успешно развивался театр. Крупнейшим представителем профессионального узбекского актерского  искусства был Закир Ишан Рустам Мехтар углы (1824-1898).

## Историография
В XIX веке в Коканде быстро развивается историография. Ряд средневековых исторических трудов переводятся на узбекский язык и пишутся новые исторические труды о Кокандском ханстве. Абдулкарим Фазли Намангани (конец XVIII - начало XIX века) был историком и поэтом, составившим антологию ферганских поэтов и автором «Умар-наме», «Зафар-наме», стихотворной хроники царствования Умар-хана.
Мирзо Каланлар «Мушриф» (псевдоним) Исфараги был придворным историком и поэтом в Кокандском ханстве при Умархане. Умар-хан приказал ему изложить в прозе стихотворную историю его царствования, написанную Фазли Намангани под названием «Зафар-наме».
Хаджа Мухаммад Хакимхан бин Саид Маъсумхан (1802-1860) принадлежал к знатной кокандской семье: по матери был внуком кокандского хана Нарбутабека и племянником Алим-хана. Хакимхан в 1824 году был принят в Оренбурге российским императором Александром I. Автор рассказал об этой встрече с русским императором в своем сочинении «Мунтахаб ат-таворих». Хакимхан побывал и в Османской империи и Египте, а затем - в Мекке и Медине. Историк Мулла Нийаз-Мухаммад Хуканди Нияз Мухаммад Хуканди был автором «Тарих-и Шахрухи».
Поэт и историк Махзун (настоящее имя Зиёдулла Хуканди) по приказу Худаяр-хана написал книгу «Шахнаме». В ней описаны события, происшедшие в Кокандском ханстве. Книга состоит из 1696 страниц и описывает историю узбекской династии минг начиная с Алтун-Бешига до Худаяр-хана включительно.

## Список правителей

### Династия мингов
1. Шахрух-бий II Медведь, сын Ашур-Кул Шахмаст-бия, бий племени Минг, аталык государства Аштарханидов, бий города Ферганы (1704—1710), суверенный бек Ферганы (1710—1720)
2. Абдурахим-бий, сын Шахрух-бия II, бий племени Минг и бек Ферганы (1721—1739). В 1721—1733 годах правил Ферганой из кишлака Дехкан-Туда, в 1732 году построил город Коканд, который стал столицей. Убит.
3. Абдукарим-бий, сын Шахрух-бия II, бий племени Минг и бек Коканда (1739—1751 (1765)), правил в Коканде.
4. Шады-бий, сын Шахрух-бия II, бий племени Минг и бек Коканда (1739—1748), правил в Маргелане. Убит
5. Сулейман-бек, сын Шады-бия, бий племени Минг и бек Коканда (1748—1778), правил в Маргелане (1-й раз)
6. Низам ад-Дин Мухаммад Баба-бий, сын Абд ар-Рахим-бия, бий племени Минг и бек Коканда (1751—1752)
7. Ирдана-бий, сын Абд ар-Рахим-бия, бий племени Минг и бек Коканда (1752—1769 (1765—1778)), правил в Коканде. Убит.
8. Сулейман-бек, сын Шады-бия, бий племени Минг и бек Коканда (1769—1770 (1778)), правил в Коканде 3 месяца. (2-й раз). Убит.
9. Нарбута-бий, сын Абд ар-Рахмана внук Абд ар-Керим-бия, бий племени Минг и бек Коканда (1770—1798 (1778—1807))
10. Алим-хан, сын Нарбута-бия, 1-й хан Коканда (1798—1809 (1807—1816)). Убит.
11. Сайид Мухаммед Умар-хан, сын Нарбута-бия, хан Коканда (1809—1822 (1816—1821))
12. Сайид Мухаммад Алихан (Мадали-хан) (1809 — апрель1842), сын Сайид Мухаммед Омар-хана, хан Коканда (1822—1842 (1821 — апрель 1842)). Убит.
13. Султан-Махмуд (? — апр.1842), сын Сайид Мухаммед Омар-хана, хан Коканда (апрель 1842). Убит.
14. Ибрагим Хаял-Парваначи, наместник Бухарского хана (18 апреля 1842 — июнь 1842)
15. Сайид Мухаммед Шир-Али-хан (1792—1845), сын Хаджи-бия внук Абд ар-Рахмана правнук Абд ар-Керим-бия, хан Коканда (июнь 1842—1845). Убит.
16. Сарымсак-хан (? — 05.02.1845), сын Сайид Мухаммед Шир-Али-хана, хан Коканда (1845). Убит.
17. Мурад-хан, сын Алим-Хана, хан Коканда (1845 (11 дней)). Убит
18. Сайид Мухаммед Худояр-хан, сын Сайид Мухаммед Шир-Али-хана, хан Коканда (1845—1851) (1-й раз)
19. Абдулла-бек, дальний родственник Худояр-хана III, хан Коканда (1851 (несколько дней))
20. Сайид Мухаммед Худояр-хан, сын Сайид Мухаммед Шир-Али-хана, хан Коканда (1851—1858) (2-й раз)
21. Сайид Бахадур Мухаммед Малля-хан, сын Сайид Мухаммед Шир-Али-хана, хан Коканда (1858—1862). Убит.
22. Султан Шах-Мурад-хан, сын Сарымсак-хана, хан Коканда (1862)
23. Сайид Мухаммед Худояр-хан, сын Сайид Мухаммед Шир-Али-хана, хан Коканда (1862 (1 месяц)) (3-й раз)
24. Сайид Мухаммед Худояр-хан, сын Сайид Мухаммед Шир-Али-хана, хан Коканда (1862) (4-й раз)
25. Календер-бек, сын Сайид Мухаммед Али-хана, хан Коканда (1862 (1 месяц)). Правил в Чусте. Убит.
26. Мухаммед Султан-Сеид-хан, сын Сайид Бахадур Мухаммед Малля-хана, хан Коканда (июль 1863 — июнь 1865). Убит.
27. Хайдар-бек (Худай-Кул-бек/Бельбакчи-хан), сын Шахруха, внук Алим-Хана, хан Коканда (июнь 1865 — июль 1865)
28. Сайид Мухаммед Худояр-хан, сын Сайид Мухаммед Шир-Али-хана, хан Коканда (июль 1865 — 22 июля 1875) (5-й раз)
29. Насир ад-дин-хан, сын Сайид Мухаммед Худояр-хана III, хан Коканда (22 июля 1875 — 09 октября 1875) (1-й раз)
30. Пулат-хан, хан Коканда (9 октября 1875 — 28 января 1876). Казнён.
31. Насир ад-дин-хан, сын Сайид Мухаммед Худояр-хана III, хан Коканда (28 января 1876 — 19 февраля 1876) (2-й раз)